# Atelierszene
Das Gemälde Atelierszene von Johann Peter Hasenclever (1810–1853) entstand 1836 und ist 72 cm mal 88 cm groß (Öl auf Leinwand). Es gehört zu den Beständen des Museums Kunstpalast Düsseldorf und zählt zu den bedeutendsten Schöpfungen der Düsseldorfer Malerschule.

## Beschreibung und Bedeutung
Detailrealistisch geschildert wird eine Szene unter Schülern der Kunstakademie Düsseldorf im Düsseldorfer Schloss. Der Raum stellt ein Atelier dar. Verschiedene auf dem Boden liegende Gegenstände vermitteln einen unaufgeräumten Eindruck, eine Darstellung, die der Maler Adolph Schroedter 1832 in seinem Bild Don Quijote in der Studierstube lesend brillant vorexerziert hatte. 
Gerade kommt die Atelierdienerin mit einem Kaffeetablett herein, hinter ihr Carl Engel von der Rabenau, die ihm gegenüberstehende Gipsstatue des Borghesischen Fechters mimend. Aus der Schürze der Atelierdienerin lugt ein Brief mit fünf Siegeln hervor. Der kleinwüchsige Anton Greven mit dem überlangen Malstock überreicht Joseph Wilms, der im Räuberzivil gekleidet ist, eine Weinflasche. Die Pose wird von Otto Grashof links gezeichnet und von den übrigen kommentiert, kritisiert und – insbesondere in Gestalt des lässig auf dem Stuhl sitzenden Wilhelm Joseph Heine – beobachtet. Da man hier nach der Natur arbeitet, sind die Hilfen des akademischen Unterrichts überflüssig. Hasenclever selbst schleppt in offenkundig programmatischer Absicht eine Gliederpuppe weg. Seine programmatischen Vorstellungen weisen schon auf den Realismus hin.
Demonstrativ zur Wand gekehrt und als Windfang wird ein großformatiges Gemälde benutzt, da die hier versammelten Genremaler mittlere und kleinere Formate bevorzugten. Als solche waren sie in der Akademie in das Atelier Nr. 1 verwiesen, dem sie – wohl im Gefühl einer „sibirischen Verbannung“ – den Namen Sibiria gaben. Der Titel Sibiriae altera pars auf dem aufgeschlagenen Buch spielt darauf an. Eine auf dem Boden liegende Karte verzeichnet die Kaffeehäuser und Weinschänken in der Umgebung Düsseldorfs. 

Die Hussitenpredigt, Carl Friedrich Lessing, 1836

Offenkundig satirisch intendiert sind die pathetischen Gesten und die Haltung, in der die schlichte Weinflasche in der Atelierszene dargeboten wird. Sie persiflieren Carl Friedrich Lessings Gemälde Die Hussitenpredigt (1836), in dessen Zentrum ein hussitischer Prediger in religiösem Eifer einen Kelch hochhält.
Indem die Atelierszene den damals herrschenden Vorstellungen über einen schicklichen Bildinhalt und den nazarenischen Idealen, die der Leiter der Kunstakademie Wilhelm von Schadow als Direktor und Lehrer vertrat, weitgehend widerspricht, repräsentiert es ein ironisches Freundschaftsbild und eine Gruppe von Malern, die kontroverse soziale und politische Themen im Sinne des Vormärz ansprachen, den Akademismus der Kunstakademie Düsseldorf kritisierten, sich von akademischen Lehrinhalten lösten und so innerhalb der Düsseldorfer Malerschule eine Opposition formierten.